# Les Brunels
Les Brunels település Franciaországban, Aude megyében. Lakosainak száma 268 fő (2022. január 1.). Les Brunels Labécède-Lauragais, Verdun-en-Lauragais, Vaudreuille, Les Cammazes és Sorèze községekkel határos.

## Népesség
A település népessége az elmúlt években az alábbi módon változott:
| Lakosok száma | 153  | 161  | 147  | 207  | 264  | 274  | 273  | 271  | 269  | 268  |
|               | 1968 | 1982 | 1990 | 2006 | 2013 | 2015 | 2017 | 2019 | 2020 | 2022 |